# Jacob Spon
Pour les articles homonymes, voir Spon.
Jacob Spon né le 13 janvier 1647 à Lyon et mort le 25 décembre 1685 à Vevey (canton de Vaud), est un médecin, archéologue et érudit français de confession protestante. Durant toute sa vie, il sera un fervent pratiquant et un fervent défenseur de la religion réformée.

## Jeunesse
La famille Spon, originaire d'Ulm en Souabe, s'est enrichie grâce aux affaires bancaires et au négoce. Elle s'installe à Lyon en 1551 et se fait naturaliser française au début du XVIIe siècle. Elle s'intègre rapidement aux élites lyonnaises. Jacob est le fils de Charles Spon, docteur et helléniste réputé de la République des Lettres. Il hésite entre des études de théologie et de médecine mais est encouragé par son père à entreprendre une carrière médicale.
Il part à Strasbourg, en 1662, pour étudier le grec ancien et le latin nécessaires aux études de médecine. Il y rencontre Charles Patin (fils de Guy Patin et ami de son père), 29 ans, un passionné de numismatique. On peut penser que c'est à son contact que le jeune Jacob, alors âgé de 15 ans, se prend de curiosité pour la science des médailles et des inscriptions.

## Études parisiennes
Il se rend ensuite à Paris où il est hébergé par Guy Patin qui est alors doyen du Collège de médecine. Il étudie la médecine à la faculté mais il semble peu probable que Jacob Spon ait obtenu un diplôme de la faculté de médecine de Paris. En effet, pour obtenir le premier diplôme de la faculté, le baccalauréat, il faut nécessairement y avoir suivi quatre années d'études, être âgé de 22 ans et être de religion catholique[réf. incomplète]. Or Jacob Spon n'est pas catholique, n'a pas l'âge requis et son inscription à la faculté de médecine de Montpellier en 1664 montre qu'il n'a passé que deux ans à Paris. Quoi qu'il en soit, il a certainement fréquenté les enseignements privés ou publics qui étaient des enseignements préparatoires ou de répétition.

## Études lyonnaises
Le 25 octobre 1664, il est immatriculé à la faculté de médecine de Montpellier. Le 1er septembre 1666, il obtient son baccalauréat, le 24 décembre sa licence et le 7 février 1667 son doctorat de médecine. Au mois de novembre 1668, Jacob Spon est agrégé au Collège royal de médecine de Lyon. On compte à cette époque peu de protestants dans cette institution. Le prestige de Charles Spon a certainement permis à son fils d'y accéder[réf. incomplète]. Il ne s'installe pas immédiatement, puisque durant les années 1669, 1670 et 1671, après un séjour à Paris, il se rend en Allemagne en passant par Strasbourg. Il voyage avec le médecin et numismate Charles Patin, rencontré chez le professeur Boecler jusqu'en Hollande, puis Jacob revient à Paris où il recherche des médailles pour le compte de son ami numismate. Il fréquente le Cabinet des médailles du roi tenu par le Lyonnais Pierre de Carcavi.

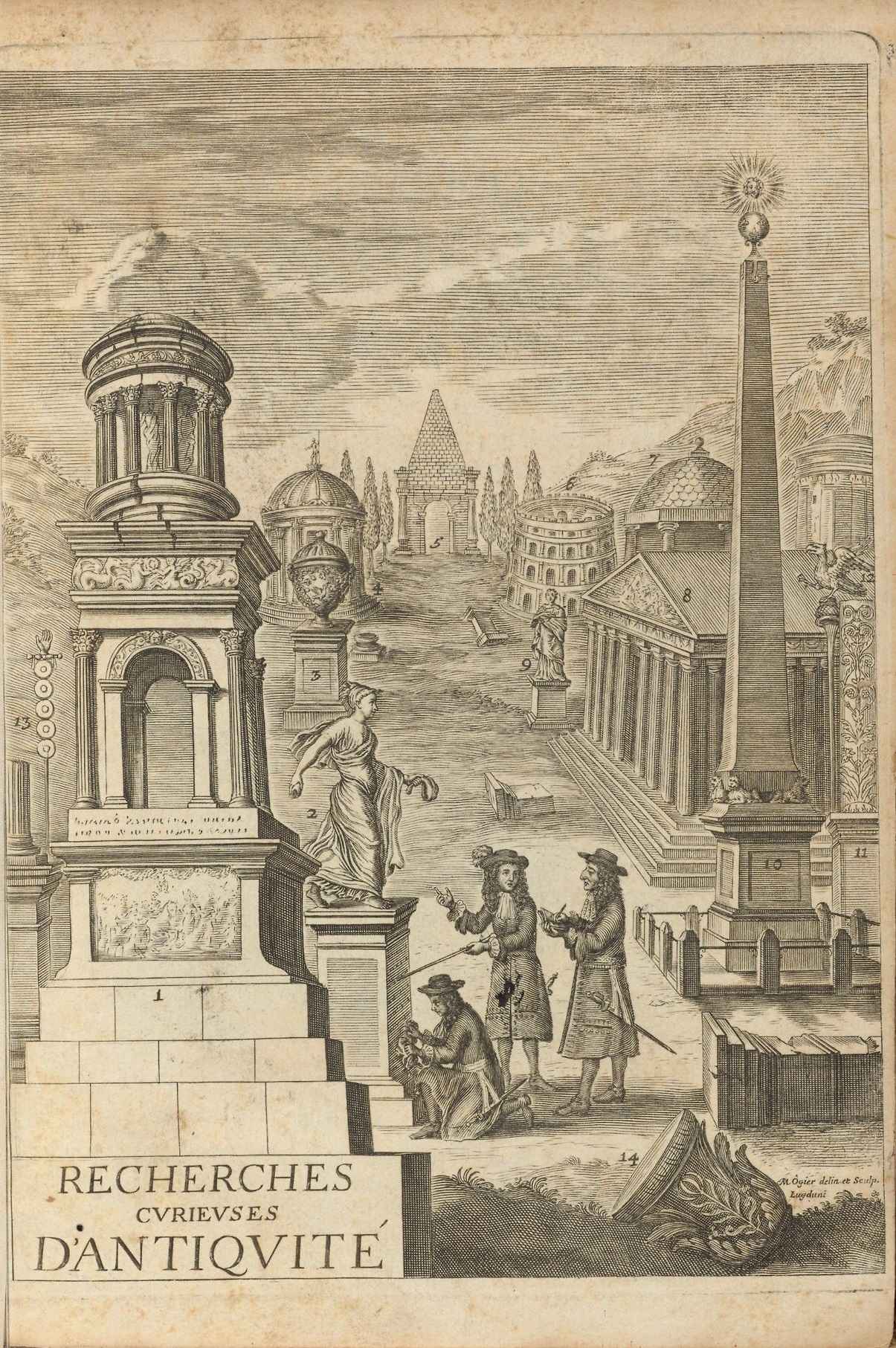
Frontispice de l’ouvrage de Jacob Spon Recherches curieuses d’antiquité (1683).

## Pratique médicale
En juillet 1671, il rentre et pratique la médecine à Lyon pour la clientèle de marchands fortunés de la ville. À 28 ans, il édite un premier livre sur l'usage du café, du thé et du chocolat. En 1673, il se fait remarquer par sa première publication, Recherche des antiquités et curiosités de la ville de Lyon, qui l'installe dans le cercle de la République des Lettres. Il devient alors un correspondant apprécié des ecclésiastiques érudits, comme l'abbé Nicaise de Dijon ou Charles du Cange à Paris, des cercles érudits gravitant autour du Grand Dauphin et du duc d'Aumont. Sa correspondance est fournie en noms prestigieux : Bossuet, Pierre Bayle, Pierre de Carcavi, La Chaise ou encore François Charpentier. Il rencontre Jean Mabillon de retour d'Allemagne lors de son passage à Lyon en 1682.

## Voyage en Orient
En 1674, Jacob Spon avait prévu de rejoindre Jean Foy-Vaillant, antiquaire du roi, à Marseille pour l'accompagner dans son voyage en Grèce. Il musarde en route, s'attarde à Aix-en-Provence et pour finir rate le bateau. Vaillant part donc sans lui. À Marseille, Spon rencontre le libraire lyonnais Marc Mayer qui part à Rome pour le jubilé. Ils décident de faire route ensemble : Spon passe cinq mois à Rome à prendre des notes sur la ville et à recopier des inscriptions. Il y rencontre George Wheler, botaniste anglais, et tous deux partent vers le nord. Ils séjournent à Florence, Bologne, Ferrare et, en mai 1675, arrivent à Venise. En juin, ils embarquent pour Constantinople, leur navire cabote le long des côtes dalmates alors possessions vénitiennes, puis grecques. De Constantinople, ils longent les côtes d'Asie Mineure, visitant les ruines d'Alexandrie de Troade, puis l'île de Délos. Après moult péripéties, les voyageurs arrivent à Athènes. Ils se séparent en Béotie. Le retour de Spon vers Lyon se fait par Venise, Padoue, et le canton des Grisons en Suisse. 
Jacob Spon publie en 1678 une relation de voyage inspirée de Pausanias, qui fit référence jusqu'au XIXe siècle et dont Chateaubriand se servit lors de son voyage vers Jérusalem : le Voyage d'Italie, de Dalmatie, de Grèce et du Levant en trois volumes. George Wheler publie de son côté A Journey into Greece in Company of Dr Spon of Lyons en 1682.

## Mort en exil
En janvier 1680, Jacob Spon se brouille avec son protecteur, le père de La Chaise, confesseur de Louis XIV, qui le pressait de se convertir à la foi catholique. Il publie durant la même année la première Histoire de Genève puis, en 1685, un recueil d'épigraphie : les Miscellanea eruditae antiquitatis, recueil d'inscriptions latines glanées durant plusieurs années où il définit le premier ce qu'est l'archéologie. Lorsque l'Édit de Nantes est révoqué le 18 octobre 1685, Spon préfère partir pour Zurich où il a droit de bourgeoisie plutôt que d'abjurer sa foi. Cependant, privé de tout argent — ses bagages lui sont volés — et de santé fragile, il meurt à l'hôpital cantonal de Vevey, le 25 décembre 1685, des suites d'une tuberculose chronique à l'âge de 38 ans.
Il reste pour la postérité comme un homme d'érudition et de tolérance respecté dans la République des Lettres. Son travail minutieux de compilation des inscriptions et sa certitude d'avoir trouvé là un matériau fiable pour écrire l'histoire ont permis de jeter les bases de l'épigraphie.

## Œuvres

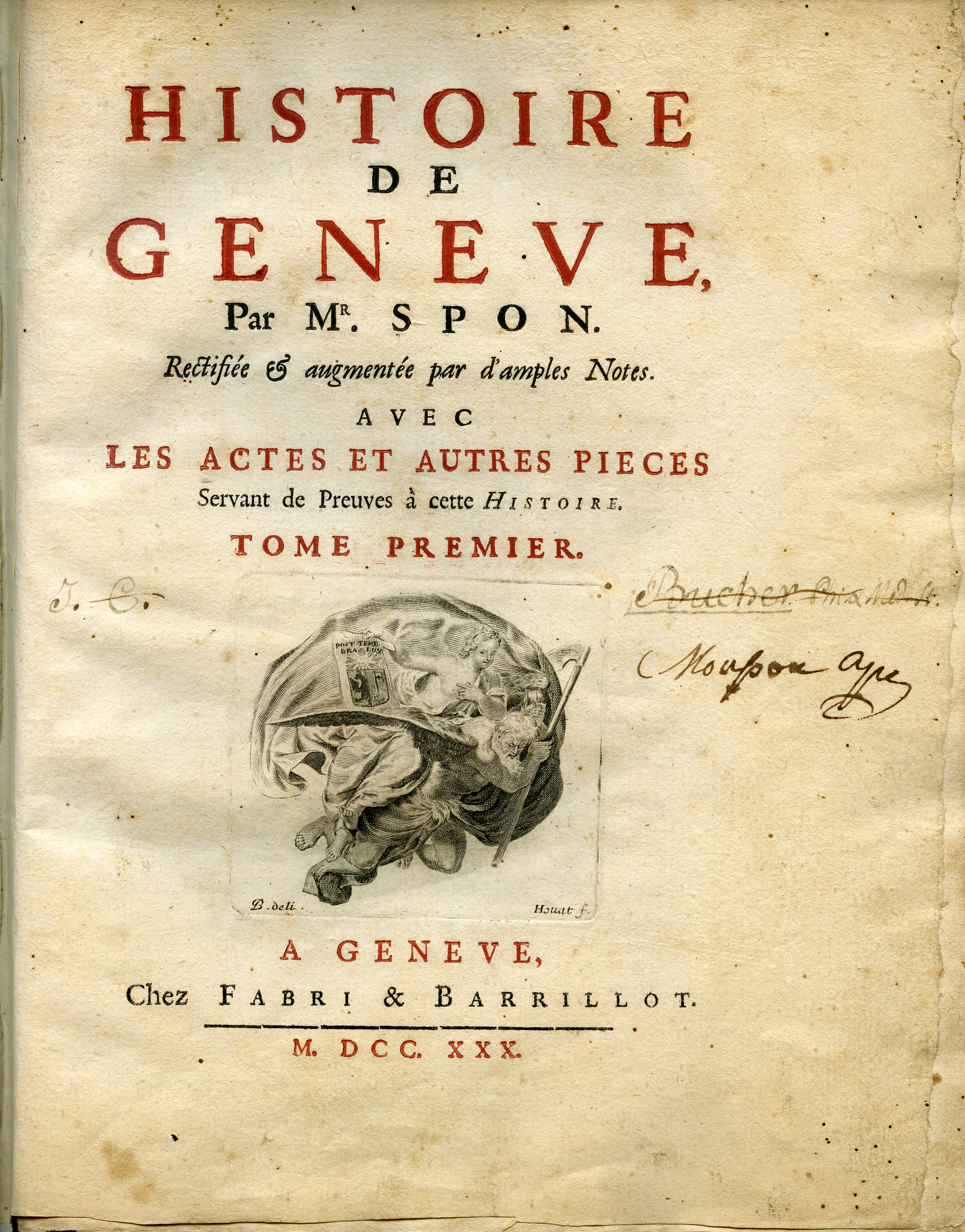

- [1671] De l'usage du caphé, du thé, et du chocolate, Lyon, Iean Girin & Barthelemy Riviere, 1671, 188 p., in-12° (lire en ligne sur Gallica).
- [1673] De l'origine des estrenes : Discours historique & moral, contenu dans une lettre, Lyon, éditeur non identifié, 1673, 35 p. (lire en ligne).L'auteur l'a reproduit avec des changements, des retranchements et des additions dans son ouvrage de 1683, Recherches curieuses d'antiquité, 30e dissertation, pages 485-495.
- [1673] Recherche des antiquités et curiosités de la ville de Lyon, ancienne colonie des romains et capitale de la Gaule Celtique : Avec un mémoire des principaux antiquaires & curieux de l'Europe, Lyon, Iaques Faeton, 1673 (réimpr. 1675), 234 p., in-8° (BNF 31395291, lire en ligne sur Gallica).
- [1674] Discours sur une pièce antique et curieuse du cabinet de Jacob Spon, Docteur Medecin aggregé au College de Lyon, Lyon, Iaques Faeton, 1674, 32 p., in-8° (lire en ligne).L'auteur l'a reproduit avec des changements, des retranchements et des additions dans son ouvrage de 1683, Recherches curieuses d'antiquité, 19e dissertation, pages 249-282.
- [1674] Relation de l'état présent de la ville d'Athènes, ancienne capitale de la Grèce, bâtie depuis 3400 ans : Avec un abrégé de son histoire & de ses antiquités, Lyon, Loüis Pascal, 1674, 183 p., in-12° (lire en ligne).
- [1676] (fr + la) Ignotorum atque obscurorum quorundam deorum arae, Lyon, Iaques Faeton, 1676, 119 p. (lire en ligne).
- Voyage d'Italie, de Dalmatie, de Grèce, et du Levant, 3 tomes
  - [Spon & Wheler 1678] Jacob Spon et George Wheler, Voyage d'Italie, de Dalmatie, de Grèce, et du Levant : Fait aux années 1675 & 1676, t. I, Lyon, Antoine Cellier le fils, 1678, 405 p. (BNF J-12261, lire en ligne sur Gallica).
  - [Spon & Wheler 1678] Jacob Spon et George Wheler, Voyage d'Italie, de Dalmatie, de Grèce, et du Levant : Fait aux années 1675 & 1676, t. II, Lyon, Antoine Cellier le fils, 1678 (BNF J-12262, lire en ligne sur Gallica).
  - [Spon & Wheler 1678] Jacob Spon et George Wheler, Voyage d'Italie, de Dalmatie, de Grèce, et du Levant : Fait aux années 1675 & 1676, t. III : Contenant les Inscriptions de chaque Ville & leur explication, avec quelques Médailles & autres Monumens antiques, Lyon, Antoine Cellier le fils, 1678 (BNF J-12263, lire en ligne sur Gallica).
  - [Spon & Wheler 1679] Jacob Spon et George Wheler, Voyage d'Italie, de Dalmatie, de Grèce, et du Levant : Fait aux années 1675 & 1676, t. I, Amsterdam, Henry & Theodore Boom, 1679, 456 p. (BNF 8-H-673, lire en ligne sur Gallica).
  - (it) Viaggi per la Dalmazia, Grecia, e Levante, Bologna : Monti, 1688
  - (de) Italiänische, Dalmatische, Griechische und Orientalische Reise-Beschreibung, Nürnberg : Hofmann, 1690, 1713
  - Voyage d'Italie, de Dalmatie, de Grèce et du Levant (1678) (textes présentés et édités sous la dir. de Roland Étienne), Genève/Paris, éd. Slatkine, coll. « Temps passés - Temps présents », janvier 2007, 514 p. (ISBN 978-2-8321-0128-5 et 2-8321-0128-3)
- [1679] Lettres écrites sur une dissertation d'un voyage de Grèce : Avec des remarques sur les Medailles, les Inscriptions, l'Histoire ancienne & la moderne, la Géographie, la Chronologie, & une Carte des Détroits de Constantinople, selon les nouvelles découvertes de l'Antiquaire, Paris, Estienne Michallet, 1679, 288 p. (BNF J-12283, lire en ligne sur Gallica).
- [1679] Réponse à la critique publiée par M. Guillet, sur le Voyage de Grèce de Iacob Spon : Avec quatre lettres sur le mesme sujet, le journal d'Angleterre du sieur Vernon, & la liste des erreurs commises par M. Guillet dans son Athènes ancienne & nouvelle, Lyon, Antoine Cellier fils, 1679, 322 p., in-12° (BNF 31395291, lire en ligne sur Gallica).
- Histoire de la ville et de l'Estat de Genève, 2 tomes
  - [1680] Histoire de la ville et de l'Estat de Genève : Depuis les premiers Siècles de la fondation de la Ville jusqu'a present : Tirée fidèlement des Manuscrits, t. I, Lyon, Thomas Amaury, 1680 (réimpr. 1682 et 1685), 1re éd., 384 p. (lire en ligne).
  - [1680] Histoire de la ville et de l'Estat de Genève : Depuis les premiers Siècles de la fondation de la Ville jusqu'a present : Tirée fidèlement des Manuscrits, t. II, Lyon, Thomas Amaury, 1680 (réimpr. 1682 et 1685), 1re éd., 404 p. (lire en ligne).
  - [1682] Histoire de la ville et de l'Estat de Genève : Depuis les premiers Siècles de la fondation de la Ville jusqu'a present : Tirée fidèlement des Manuscrits, t. I, Lyon, Thomas Amaury, 1682, 2e éd. (1re éd. 1680), 384 p. (lire en ligne).
  - [1682] Histoire de la ville et de l'Estat de Genève : Depuis les premiers Siècles de la fondation de la Ville jusqu'a present : Tirée fidèlement des Manuscrits, t. II, Lyon, Thomas Amaury, 1682, 2e éd. (1re éd. 1680), 434 p. (lire en ligne).
  - [1685] Histoire de la ville et de l'Estat de Genève : Depuis les premiers Siècles de la fondation de la Ville jusqu'a present : Tirée fidèlement des Manuscrits, Utrecht, François Halma, 1685, 3e éd. (1re éd. 1680), 605 p. (lire en ligne sur Gallica).
  - (en) The History of the City and State of Geneva, London : White, 1687
  - (nl) Historie van de Stad en Staat van Geneve, Amsterdam : Oossaan, 1688
  - [1730] Histoire de Genève rectifiée & augmentée par d'amples notes : Avec les actes et autres pièces servant de preuves à cette histoire, t. premier, Genève, Fabri & Barrillot, 1730 (1re éd. 1680), 556 p. (lire en ligne).
  - [1730] Histoire de Genève rectifiée & augmentée par d'amples notes : Avec les actes et autres pièces servant de preuves à cette histoire, t. second, Genève, Fabri & Barrillot, 1730 (1re éd. 1680), 518 p. (lire en ligne).
  - [1730] Histoire de Genève rectifiée & augmentée par d'amples notes : Avec les actes et autres pièces servant de preuves à cette histoire, t. troisième, Genève, Fabri & Barrillot, 1730 (1re éd. 1680), 552 p. (lire en ligne).
  - [1730] Histoire de Genève rectifiée & augmentée par d'amples notes : Avec les actes et autres pièces servant de preuves à cette histoire, t. quatrième, Genève, Fabri & Barrillot, 1730 (1re éd. 1680), 472 p. (lire en ligne).
- [1681] Lettres sur l'antiquité de la véritable religion, Lausanne, David Gentil, 1681, 32 p. (lire en ligne).
- [1681] Voyage d'Italie curieux et nouveau : enrichi de deux listes, l'une de tous les curieux, & de toutes les principales curiositez de Rome, & l'autre de la pluspart des Sçavans, Curieux, & Ouvriers excellens de toute l'Italie à present vivans, Lyon, Thomas Amaulry, 1681, 346 p., in-8° (lire en ligne sur Gallica).
- [1681] Observations sur les fièvres et les fébrifuges : A l'occasion du livre intitulé, La découverte de l'admirable remede Anglois, Lyon, A la Victoire, 1681, 95 p., in-12° (lire en ligne sur Gallica).
- [1682] Lettres curieuses touchant la religion, Cologne, Pierre du Marteau, 1682, 156 p. (lire en ligne).
- [1683] Recherches curieuses d’antiquité, contenues en plusieurs dissertations, sur des medailles, bas-reliefs, statuës, mosaïques, & inscriptions antiques : enrichies d’un grand nombre de figures en taille douce, Lyon, Thomas Amaulry, 1683 (réimpr. 1684), 538 p., in-4° (BNF J-5072, lire en ligne sur Gallica).
- [1684] (la) Aphorismi Novi, ex Hippocratis : Operibus nunc primùm collecti, & in suas quique Classes digesti, notisque illustrati, Lyon, Anissonios, Joan Posuel & Cl. Rigaud, 1684 (réimpr. 1689), 436 p., in-12° (lire en ligne).
- [1685] (la) Miscellanea eruditae antiquitatis, Lyon, Somptibus Fratrum Huguetan & Soc., 1685, 376 p. (lire en ligne).